# Jacob Dolson Cox

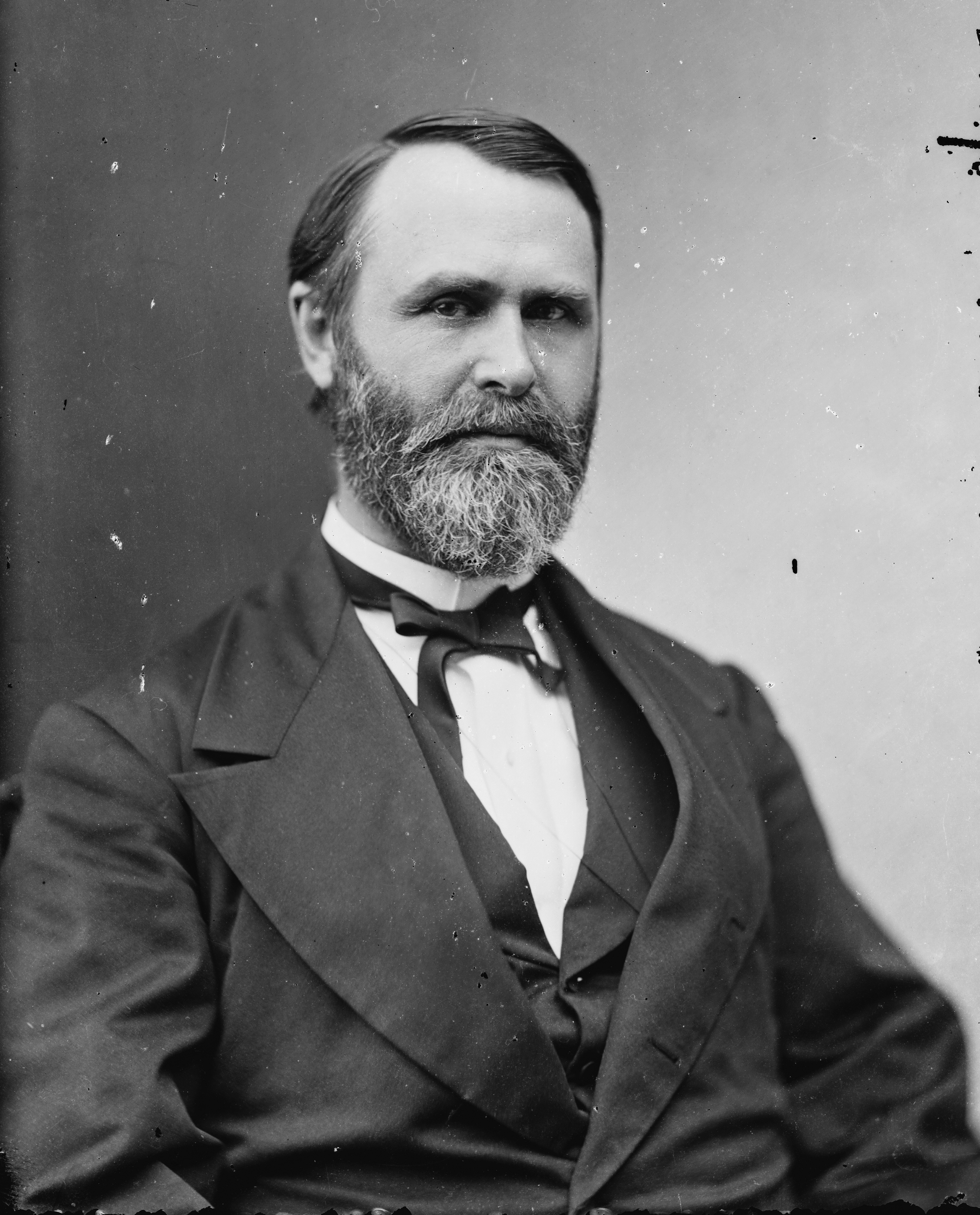
Jacob Dolson Cox

Jacob Dolson Cox junior  (* 27. Oktober 1828 in Montreal, Kanada; † 4. August 1900 in Gloucester, Massachusetts) war ein US-amerikanischer Politiker der Republikanischen Partei, von 1866 bis 1868 Gouverneur von Ohio und von 1869 bis 1870 Innenminister der Vereinigten Staaten. Zudem diente er als General im US-Heer während des Amerikanischen Bürgerkrieges.

## Frühe Jahre
Cox wurde in Montreal als Sohn von Jacob Dolson Cox senior und Thedia Redelia Kenyon Fox geboren. Sein Vater, ein bekannter Bauunternehmer aus New York, lebte mit seiner Frau zeitweilig in Montreal, um dort den Bau einer Kirche zu überwachen. Ein Jahr nach Cox’ Geburt zog die Familie zurück nach New York. Für seine Ausbildung beschäftigten die Eltern unter anderem einen Studenten als Privatlehrer. Seine praktische Ausbildung begann er im Alter von 14 Jahren als  Bürokaufmann im Geschäft seines Vaters. Zwei Jahre später trat er dann in die Dienste einer Maklerfirma, um sich dort in der Buchhaltung ausbilden zu lassen. Unter dem Einfluss seiner sehr religiösen Eltern entschloss er sich danach, Geistlicher zu werden. lassen. Hierzu schrieb er sich am Oberlin College, das vom Erweckungsprediger Charles Grandison Finney geleitet wurde. Hier entwickelte Cox eine Bindung zu seiner Ausbildungsstätte, die bis zu seinem Tode anhalten sollte.
In Oberlin heiratete der 19-jährige Cox die verwitwete Hellen Clarissa Finney, die älteste Tochter von Charles Grandison Finney, die bereits einen kleinen Sohn aus ihrer ersten Ehe hatte. Das Paar lebte zunächst bei Cox’ Schwiegervater, doch entfremdeten sich Cox und Finney aufgrund unterschiedlicher theologischer Ansichten bald voneinander. 1850 schloss er sein Studium am Oberlin College erfolgreich ab und nahm eine Tätigkeit als Aufsichtsbeamter über die Schulen in Warren auf. Zudem studierte er Rechtswissenschaften und wurde 1853 als Anwalt zugelassen. Als strenger Abolitionist half er 1855 beim Aufbau der Republikanischen Partei in Ohio und war als Wahlkampfhelfer für die republikanischen Kandidaten in den Countys in der Umgebung Warrens unterwegs. 1860 wurde Cox selbst in den Senat von Ohio gewählt, wo er bald enge Verbindungen zum späteren US-Präsidenten James A. Garfield und zum Gouverneur von Ohio, Salmon P. Chase, knüpfte. Noch während seiner Amtszeit im Staatssenat akzeptierte Cox eine Berufung zum Brigadegeneral der Miliz von Ohio und verbrachte den Großteil des Winters 1860/61 mit dem Privatstudium militärischer Lehrbücher. Am 23. April 1861, einige Wochen nach dem Angriff auf Fort Sumter und dem Beginn des Bürgerkrieges, trat Cox seinen Dienst bei der Miliz an. Nur einen Monat später wurde er zum Brigadegeneral der Freiwilligen des Heeres befördert.

## Im Sezessionskrieg
Zu Beginn des Sezessionskrieges befand sich Cox, der zwischenzeitlich sechsfacher Vater war, nicht in guter gesundheitlicher Verfassung. Als erstes Kommando als Brigadegeneral der Freiwilligen wurde ihm daher der Befehl über ein Truppenausbildungslager bei Columbus übertragen. Später übernahm er die so genannte Kanawha Brigade im Wehrbereich Ohio (Department of the Ohio). Bald danach wurde die Brigade dem Wehrbereich West-Virginia (Department of Western Virginia) zugeteilt und Cox nahm mit ihr erfolgreich am Kanawhatal-Feldzug unter Generalmajor George B. McClellan teil. 1862 wurde die Brigade nach Washington, D.C. verlegt und der von John Pope befehligten Army of Virginia zugeteilt. Sie war jedoch nicht an Popes Niederlage in der Zweiten Schlacht am Bull Run beteiligt. In der Folge wurde Cox mit seiner Brigade dem IX. Korps der Potomac-Armee angegliedert und war am Maryland-Feldzug beteiligt. Als der Kommandierende General Generalmajor Jesse L. Reno in der Schlacht am South Mountain getötet wurde, übernahm Cox das Kommando über das IX. Korps. Er bat Generalmajor Ambrose Burnside, der einen aus zwei Korps bestehenden Flügel der Armee befehligte, ihm nur das Kommando über eine Division zu überlassen, da er meinte, dass seine militärischen Fähigkeiten für die Leitung eines Korps nicht ausreichten. Burnside kam dem Wunsch von Cox nicht nach, behielt ihn aber unter Beobachtung. Für die schlechte Vorstellung der von Burnside kontrollierten Truppen in der Schlacht am Antietam trug Cox indes keine Verantwortung.
Nach der Schlacht am Antietam wurde Cox am 6. Oktober 1862 zum Generalmajor befördert, doch trat diese Beförderung nicht in Kraft. Sie wurde vom Senat nicht bestätigt, weil es bereits genügend Offiziere mit dem entsprechenden Rang gab. Schließlich erhielt Cox die Beförderung am 7. Dezember 1864 aber doch noch. Im Jahr 1863 war Cox vornehmlich im sicheren Hinterland in Ohio und in Michigan stationiert.
1864 und 1865 nahm Cox dann als Kommandeur des XXIII. Korps der Ohio-Armee unter Generalmajor John M. Schofield am Atlanta-Feldzug, dem Franklin-Nashville-Feldzug und am Carolina-Feldzug teil. In der Schlacht von Franklin im November 1864 zeichnete Cox sich besonders aus, als die ihm unterstellten Truppen das Zentrum der Unionslinien retteten. In den letzten Kriegstagen war er Kommandeur des XXIII. Korps in North Carolina.

## Gouverneur von Ohio
Noch bevor Cox am 1. Januar 1866 aus der Armee entlassen wurde, war er zum Gouverneur von Ohio gewählt worden. Er übte dieses Amt bis 1867 aus. Aufgrund seiner liberalen Ansichten zur Frage des Wahlrechts von Afroamerikanern und seiner zustimmenden Haltung zum Wiedereingliederungsprogramm von Präsident Andrew Johnson für die geschlagenen Staaten des Süden wurde Cox von den Republikanern Ohios 1867 nicht mehr als Kandidat für die Gouverneurswahl aufgestellt. Nach seinem Ausscheiden aus dem arbeitete Cox dann als Anwalt in Cincinnati.

## Innenminister der Vereinigten Staaten
Im März 1869 wurde Cox vom neuen Präsidenten Ulysses S. Grant als Innenminister in dessen Kabinett berufen. In diesem Amt setzte er sich für eine Reform des öffentlichen Dienstes ein und implementierte ein System, nach dem öffentliche Ämter nur noch nach dem Leistungsprinzip vergeben werden sollten. Cox trat jedoch bereits im November 1870 von seinem Amt zurück, als Grant ihn nicht gegen Angriffe von Politikern verteidigte, die aus dem zuvor im Innenministerium herrschenden korrupten und auf Vetternwirtschaft basierenden System ihre Vorteile gezogen hatten. Grant äußerte sich später wie folgt zu diesem Rücktritt: „Das Problem war, dass Cox glaubte, das Innenministerium wäre die gesamte Regierung und er wäre das Innenministerium.“
1870 wurde er zum Mitglied der American Philosophical Society gewählt.

## Letzte Jahre
1872 bewarb sich Cox in Ohio noch einmal für die Aufstellung als Kandidat seiner Partei für die Wahl zum US-Senat, aber diese entschied sich für einen weniger konservativen Kandidaten. Von 1873 bis 1878 war er als Präsident und Abwickler einer Eisenbahngesellschaft tätig. 1876 wurde er als Mitglied der Liberal Republican Party in Toledo als Vertreter Ohios in das Repräsentantenhaus der Vereinigten Staaten gewählt. Bei Ablauf seiner Amtszeit im Jahr 1879 lehnte Cox eine erneute Nominierung ab. Er zog wieder nach Cincinnati und wirkte dort von 1881 bis 1897 als Dekan der Cincinnati Law School und von 1885 bis 1889 als Präsident der University of Cincinnati. Nach der Beendigung seiner Arbeit als Dekan, wurde Cox von Präsident William McKinley der Posten des US-Botschafters in Spanien angeboten, den er jedoch ablehnte.
In seinen letzten Lebensjahren war Cox ein produktiver Autor. Unter seinen Werken befinden sich Atlanta (veröffentlicht 1882), The March to the Sea: Franklin and Nashville (1882), The Second Battle of Bull Run (1882), The Battle of Franklin, Tennessee (1897) und Military Reminiscences of the Civil War (1900).
Cox verstarb am 4. August 1900 während eines Sommerurlaubs in Gloucester (Massachusetts). Er wurde auf dem Spring Grove Cemetery in Cincinnati begraben.